# Люслинген
Люслинген (нем. Lüsslingen) — деревня и бывшая коммуна в Швейцарии, в кантоне Золотурн.
До 2012 года имела статус отдельной коммуны. 1 января 2013 была объединена с коммуной Неннигофен в новую коммуну Люслинген-Неннигофен.
Входит в состав округа Бухегберг. Население составляет 511 человек (на 31 декабря 2007 года). Официальный код — 2454.